# Cyrus H. Gordon
Cyrus Herzl Gordon (* 29. Juni 1908 in Philadelphia; † 30. März 2001 in Brookline, Massachusetts) war ein US-amerikanischer Semitist und Orientalist.

## Leben
Cyrus Gordon erwarb seine akademischen Grade (B. A., M. A. und Ph. D.) an der University of Pennsylvania. Während des Zweiten Weltkrieges war er in der Kryptanalyse tätig.
Als Semitist wurde Gordon vor allem für seine Arbeiten zum Ugaritischen bekannt. 1968 wurde er zum Mitglied der American Academy of Arts and Sciences gewählt.
Als Anhänger des Diffusionismus und der Vorstellung präkolumbischer, transatlantischer Kontakte zwischen „Alter“ und „Neuer Welt“ vertrat Gordon die Meinung, dass Protosemiten, Phönizier und andere afro-europäische Völker bereits im Altertum sowohl Nord- als auch Südamerika auf dem Seeweg erreichten und dort Spuren hinterließen. Diese – von Anhängern der in der Ethnologie und der Altamerikanistik dominanten, „isolationistischen“ Position scharf kritisierte – Meinung basierte u. a. auf seinen Arbeiten zu höchst umstrittenen Fundstücken, wie dem in Tennessee entdeckten „Stein von Bat Creek“, der Inschrift von Parahyba in Brasilien und dem „Los Lunas Dekalog-Stein“.

## Bibliographie (Auswahl)
Buchveröffentlichungen zum Ugaritischen:
- Ugaritic Grammar. The Present Status of Linguistic Study of the Semitic Alphabetic Texts from Ras Shamra (= Analecta Orientalia. 20, ZDB-ID 417948-1). Pontificium Institutum Biblicum, Rom 1940.
- Ugaritic Handbook. Revised Grammar, Paradigms, Texts in Transliteration, Comprehensive Glossary (= Analecta Orientalia. 25, 1–3). 3 Teile. Pontificium Institutum Biblicum, Rom 1947.
- Ugaritic Literature. A Comprehensive Translation of the Poetic and Prose Texts (= Scripta Pontificii Instituti Biblici. 98, ZDB-ID 581310-4). Pontificium Institutum Biblicum, Rom 1949.
- Ugaritic Manual. Newly Revised Grammar, Texts in Transliteration, Cuneiform Selections. Paradigms, Glossary, Indices (= Analecta Orientalia. 35, 1–3). 3 Teile. Pontificium Institutum Biblicum, Rom 1955.
- Ugaritic Textbook. Grammar, Texts in Transliteration, Cuneiform Selections, Glossary, Indices (= Analecta Orientalia. 38, 1–3). 3 Teile. Pontificium Institutum Biblicum, Rom 1965.

Andere:
- Introduction to Old Testament Times. Ventnor Publishers, Ventnor NJ 1953, (in deutscher Sprache: Geschichtliche Grundlagen des Alten Testaments. Benziger, Einsiedeln u. a. 1956; 2., überarbeitete deutsche Auflage. ebenda 1961).
- Adventures in the Nearest East. Phoenix House, London 1957.
- Evidence for the Minoan Language. Ventnor Publishers, Ventnor NJ 1966.
- Forgotten Scripts. The Story of their Decipherment. Thames and Hudson, London 1968.
- A Scholar’s Odyssey (= Biblical Scholarship in North America. 20). Society of Biblical Literature, Atlanta GA 2000, ISBN 0-88414-016-4.